# Scachs d'amor
Scachs d'amor (valencijsko za Šah ljubezni), s celim naslovom Hobra intitulada scachs d'amor feta per don Francí de Castellví e Narcis Vinyoles e mossèn Fenollar, je ime pesmi, ki so jo napisali Francesc de Castellví, Bernat Fenollar in Narcís de Vinyoles ter je bila objavljena proti koncu 15. stoletja v Valenciji, Aragonsko kraljestvo.
Rokopis, napisan v valencijščini verjetno leta 1475, je leta 1905 odkril Ignacio Casanovas v Capella del Palau. Čeprav se je original izgubil, Knjižnica Katalonije v Barceloni hrani fotografijo kodeksa.
Pesem je zasnovana kot šahovska partija (igra), v kateri sta nasprotnika Francesc de Castellvi kot beli (v sodobnem šahu) (Mars Març, Ljubezen Amor in rdeče igralne figure) in Narcis Vinyoles kot črni (Venera, Slava Gloria in zelene igralne figure). Razpravljata o ljubezni, Bernat Fenollar pa komentira in določa pravila. Otvoritev partije bi se stoletja pozneje imenovala skandinavska obramba. Zelena in rdeča se še vedno uporabljata kot barvi za figure v kitajskem šahu.
Pesem uporablja igro kot alegorijo za ljubezen. Njena zgradba temelji na štiriinštiridesetih kiticah (toliko, kolikor je polj šahovnice), vsako pa sestavlja devet verzov. Kitice so združene po tri in tri: Prva kitica v skupini predstavlja potezo belega, druga potezo črnega, tretja pa komentar razsodnika o pravilih. Tri kitice na začetku so uvod, zadnja pa mat.
To naj bi bila najstarejša dokumentirana šahovska partija s sodobnimi pravili za poteze dame in lovca. Kljub temu ni znano, ali so se v času te igre uporabljala vsa pravila sodobne igre, ker ni noben igralec niti rokiral niti vzel figure drugega s potezo en passant.
|  |

## Partija
Beli: Francesc de Castellví   Črni: Narcís Vinyoles   Otvoritev: skandinavska obramba, (ECO B01)

Valencia, Aragonsko kraljestvo, 1475
1.e4 d5 2.exd5 Qxd5 3.Nc3 Qd8 4.Bc4 Nf6 5.Nf3 Bg4 6.h3 Bxf3 7.Qxf3 e6 8.Qxb7 Nbd7 9.Nb5 Rc8 10.Nxa7 Nb6 11.Nxc8 Nxc8 12.d4 Nd6 13.Bb5+ Nxb5 14.Qxb5+ Nd7 15.d5 exd5 16.Be3 Bd6 17.Rd1 Qf6 18.Rxd5 Qg6 19.Bf4 Bxf4 20.Qxd7+ Kf8 21.Qd8# 1–0
Partija ni bila posebej dobro odigrana: Na primer namesto 6.h3 bi beli lahko odigral 6.Bxf7+ ali 6.Ne5, s čimer bi si v obeh primerih pridobil veliko prednost. Vendar se igra še ni dolgo razvijala, poteze pa ponazarjajo ljubezenska razmerja, ki so bila osnovni literarni zaplet. Avtorji se zato niso toliko posvečali kakovosti potez kot temu, ali se te skladajo s potekom zgodbe.